# Unione Sportiva Siracusa 2010-2011
Questa pagina raccoglie le informazioni riguardanti l'Unione Sportiva Siracusa nelle competizioni ufficiali della stagione 2010-2011.

## Rosa
| N. |                   | Ruolo | Calciatore           |
| -- | ----------------- | ----- | -------------------- |
|    | Italia (bandiera) | A     | Giovanni Abate       |
|    | Italia (bandiera) | C     | Davide Arigò         |
|    | Italia (bandiera) | P     | Paolo Baiocco        |
|    | Italia (bandiera) | A     | Liborio Bongiovanni  |
|    | Italia (bandiera) | C     | Federico Bufalino    |
|    | Italia (bandiera) | C     | Ivan Caldarella      |
|    | Italia (bandiera) | D     | Valerio Capocchiano  |
|    | Italia (bandiera) | C     | Francesco Corapi     |
|    | Italia (bandiera) | A     | Vincenzo Cosa        |
|    | Italia (bandiera) | A     | Marco De Angelis     |
|    | Italia (bandiera) | C     | Davide Desideri      |
|    | Italia (bandiera) | C     | Antonio Di Silvestro |
|    | Italia (bandiera) | P     | Massimo Fornoni      |
|    | Italia (bandiera) | A     | Matteo Garofalo      |
|    | Italia (bandiera) | C     | Carmine Giordano     |
|    | Italia (bandiera) | C     | Giorgio Giurdanella  |

| N. |                           | Ruolo | Calciatore               |
| -- | ------------------------- | ----- | ------------------------ |
|    | Italia (bandiera)         | D     | Giovanni Ignoffo         |
|    | Italia (bandiera)         | D     | Giovanni Iodice          |
|    | Costa d'Avorio (bandiera) | A     | Jean Romaric Kevin Koffi |
|    | Italia (bandiera)         | D     | Giorgio Lucenti          |
|    | Italia (bandiera)         | C     | Nicola Mancino           |
|    | Italia (bandiera)         | C     | Marco Mancosu            |
|    | Italia (bandiera)         | D     | Davide Moi               |
|    | Italia (bandiera)         | D     | Lorenzo Pasqualini       |
|    | Italia (bandiera)         | A     | Vincenzo Pepe            |
|    | Italia (bandiera)         | D     | Andrea Petta             |
|    | Italia (bandiera)         | A     | Alessandro Provenzano    |
|    | Italia (bandiera)         | A     | Angelo Rosella           |
|    | Argentina (bandiera)      | C     | Fernando Spinelli        |
|    | Italia (bandiera)         | D     | Antonio Strigari         |
|    | Italia (bandiera)         | A     | Ernesto Torregrossa      |

## Risultati

### Campionato

#### Girone di andata
| 22 agosto 2010 1ª giornata | Siracusa | 0 – 1 | Atletico Roma |  |

| 29 agosto 2010 2ª giornata | Viareggio | 1 – 0 | Siracusa |  |

| 05 settembre 2010 3ª giornata | Siracusa | 0 – 1 | Andria BAT |  |

| 12 settembre 2010 4ª giornata | Juve Stabia | 5 – 0 | Siracusa |  |

| 19 settembre 2010 5ª giornata | Benevento | 1 – 0 | Siracusa |  |

| 26 settembre 2010 6ª giornata | Siracusa | 2 – 0 | Nocerina |  |

| 03 ottobre 2010 7ª giornata | Cavese | 3 – 1 | Siracusa |  |

| 10 ottobre 2010 8ª giornata | Siracusa | 1 – 0 | Barletta |  |

| 17 ottobre 2010 9ª giornata | Foligno | 1 – 1 | Siracusa |  |

| 24 ottobre 2010 10ª giornata | Siracusa | 0 – 0 | Virtus Lanciano |  |

| 31 ottobre 2010 11ª giornata | Foggia | 0 – 2 | Siracusa |  |

| 07 novembre 2010 12ª giornata | Siracusa | 2 – 0 | Gela |  |

| 14 novembre 2010 13ª giornata | Siracusa | 2 – 2 | Pisa |  |

| 21 novembre 2010 14ª giornata | Cosenza | 1 – 2 | Siracusa |  |

| 28 novembre 2010 15ª giornata | Siracusa | 1 – 0 | Taranto |  |

| 05 dicembre 2010 16ª giornata | Ternana | 2 – 1 | Siracusa |  |

| 12 dicembre 2010 17ª giornata | Siracusa | 2 – 0 | Lucchese |  |

#### Girone di ritorno
| 19 dicembre 2010 18ª giornata | Atletico Roma | 2 – 1 | Siracusa |  |

| 09 gennaio 2011 19ª giornata | Siracusa | 2 – 1 | Viareggio |  |

| 16 gennaio 2011 20ª giornata | Andria BAT | 1 – 0 | Siracusa |  |

| 23 gennaio 2011 21ª giornata | Siracusa | 1 – 1 | Juve Stabia |  |

| 06 febbraio 2011 22ª giornata | Siracusa | 1 – 0 | Benevento |  |

| 13 febbraio 2011 23ª giornata | Nocerina | 0 – 0 | Siracusa |  |

| 20 febbraio 2011 24ª giornata | Siracusa | 1 – 0 | Città de la Cava |  |

| 27 febbraio 2011 25ª giornata | Barletta | 1 – 0 | Siracusa |  |

| 13 marzo 2011 26ª giornata | Siracusa | 2 – 1 | Foligno |  |

| 20 marzo 2011 27ª giornata | Virtus Lanciano | 1 – 0 | Siracusa |  |

| 27 marzo 2011 28ª giornata | Siracusa | 1 – 0 | Foggia |  |

| 10 aprile 2011 29ª giornata | Gela | 1 – 0 | Siracusa |  |

| 17 aprile 2011 30ª giornata | Pisa | 2 – 0 | Siracusa |  |

| 23 aprile 2011 31ª giornata | Siracusa | 1 – 1 | Cosenza |  |

| 01 maggio 2011 32ª giornata | Taranto | 2 – 2 | Siracusa |  |

| 08 maggio 2011 33ª giornata | Siracusa | 2 – 2 | Ternana |  |

| 15 maggio 2011 34ª giornata | Lucchese | 4 – 2 | Siracusa |  |